# Regional Preferente de Navarra 1977-78
La temporada 1977-78 de Regional Preferente de Navarra se convierte en el quinto nivel de las Ligas de fútbol de España para los clubes de Navarra y La Rioja, por debajo de la Tercera División de España, tras la creación de la Segunda División B.

## Sistema de competición
Los 20 equipos en un único grupo, que se enfrentan a doble vuelta, una vez en casa y otra en el campo del equipo rival, todos contra todos.
El primer clasificado ascendió directamente.
Los puestos de descenso directo son variables, dependiendo de los ascensos a Tercera División y los descensos desde esta categoría de equipos riojanos y navarros. Se deben compensar con los tres ascensos directos desde Primera Regional de los campeones de cada grupo. Además, hay una promoción de permanencia-ascenso entre los tres equipos clasificados justo por encima de los descendidos directamente y los segundos clasificados de cada grupo de Primera Regional.

## Clasificación[1]
| Pos. | Equipo                       | Pts. | PJ | G  | E  | P  | GF  | GC  | Dif. |                                              |
| ---- | ---------------------------- | ---- | -- | -- | -- | -- | --- | --- | ---- | -------------------------------------------- |
| 1    | U. D. C. Chantrea (C, A)     | 62   | 38 | 28 | 6  | 4  | 108 | 30  | +78  | Ascenso a Tercera                            |
| 2    | C. D. Iruña                  | 51   | 38 | 22 | 7  | 9  | 68  | 44  | +24  |                                              |
| 3    | C. D. Corellano              | 51   | 38 | 22 | 7  | 9  | 76  | 41  | +35  |                                              |
| 4    | C. Atlético Osasuna Promesas | 46   | 38 | 19 | 8  | 11 | 88  | 51  | +37  |                                              |
| 5    | C. D. Peña Azagresa          | 44   | 38 | 17 | 10 | 11 | 54  | 30  | +24  |                                              |
| 6    | C. D. Burladés               | 43   | 38 | 18 | 7  | 13 | 70  | 57  | +13  |                                              |
| 7    | C. D. Ence                   | 42   | 38 | 15 | 12 | 11 | 54  | 37  | +17  |                                              |
| 8    | C. Haro Deportivo            | 42   | 38 | 16 | 10 | 12 | 58  | 54  | +4   |                                              |
| 9    | C. D. Alfaro                 | 40   | 38 | 16 | 8  | 14 | 51  | 53  | −2   |                                              |
| 10   | C. D. Ilumberri              | 39   | 38 | 16 | 7  | 15 | 51  | 47  | +4   |                                              |
| 11   | C. D. Muskaria de Tudela     | 39   | 38 | 15 | 9  | 14 | 46  | 57  | −11  | El club no compite en la siguiente temporada |
| 12   | C. D. Oberena                | 37   | 38 | 13 | 11 | 14 | 58  | 56  | +2   |                                              |
| 13   | C. D. Lagun Artea            | 33   | 38 | 9  | 15 | 14 | 58  | 60  | −2   | Renunció a la categoría                      |
| 14   | Náxara C. D.                 | 33   | 38 | 14 | 5  | 19 | 61  | 70  | −9   |                                              |
| 15   | C. D. Arnedo                 | 32   | 38 | 11 | 10 | 17 | 43  | 64  | −21  | Promoción de permanencia                     |
| 16   | C. D. Alesves                | 30   | 38 | 10 | 10 | 18 | 46  | 62  | −16  | Promoción de permanencia                     |
| 17   | C. Atlético Cirbonero        | 26   | 38 | 7  | 12 | 19 | 65  | 89  | −24  | Promoción de permanencia                     |
| 18   | C. D. Pamplona               | 24   | 38 | 8  | 8  | 22 | 41  | 85  | −44  | Descenso a Primera Regional                  |
| 19   | A. D. Cabanillas             | 24   | 38 | 8  | 8  | 22 | 43  | 81  | −38  | Descenso a Primera Regional                  |
| 20   | C. D. Cortes                 | 22   | 38 | 9  | 4  | 25 | 38  | 109 | −71  | Descenso a Primera Regional                  |

 Fuente: Fútbol Regional

## Promoción de permanencia
| Equipo 1              | Agr. | Equipo 2        | Ida | Vuelta |
| --------------------- | ---- | --------------- | --- | ------ |
| C. Atlético Cirbonero | 1-3  | A. D. Noáin     | 1-0 | 0-3    |
| C. D. Arnedo          | 2-3  | C. D. Erriberri | 1-1 | 1-2    |
| C. D. Zarramonza      | 1-2  | C. D. Alesves   | 1-0 | 0-2    |

| Ida; 21 de mayo de 1978 | C. Atlético Cirbonero | 1:0 | A. D. Noáin |  |  |

| Vuelta; 28 de mayo de 1978 | A. D. Noáin | 3:0 (Global 3:1) | C. Atlético Cirbonero |  |  |

| Ida; 21 de mayo de 1978 | C. D. Arnedo | 1:1 | C. D. Erriberri |  |  |

| Vuelta; 28 de mayo de 1978 | C. D. Erriberri | 2:1 (Global 3:2) | C. D. Arnedo |  |  |

| Ida; 21 de mayo de 1978 | C. D. Zarramonza | 1:0 | C. D. Alesves |  |  |

| Vuelta; 28 de mayo de 1978 | C. D. Alesves | 2:0 (Global 2:1) | C. D. Zarramonza |  |  |

| Ascienden a Regional Preferente  | Descienden a Primera Regional |
| A. D. Noáin                      | C. Atlético Cirbonero         |
| C. D. Erriberri                  | C. D. Arnedo                  |
|                                  |                               |
| Permanece en Regional Preferente | Permanece en Primera Regional |
| C. D. Alesves                    | C. D. Zarramonza              |